# Ládví metróállomás
Ládví egy metróállomás Prágában a prágai C metró vonalán.

## Szomszédos állomások
A metróállomáshoz az alábbi állomások vannak a legközelebb:
- Střížkov (Letňany)
- Kobylisy (Háje)

## Átszállási kapcsolatok
| C (Letňany ↔ Háje) |                                                   |                         |
| Állomás            | Átszállási kapcsolatok                            | Fontosabb létesítmények |
| Ládví              | 103, 152, 166, 177, 348, 349, 368, 369 10, 93 P+R |                         |